# Martin Bodmer (Privatgelehrter)

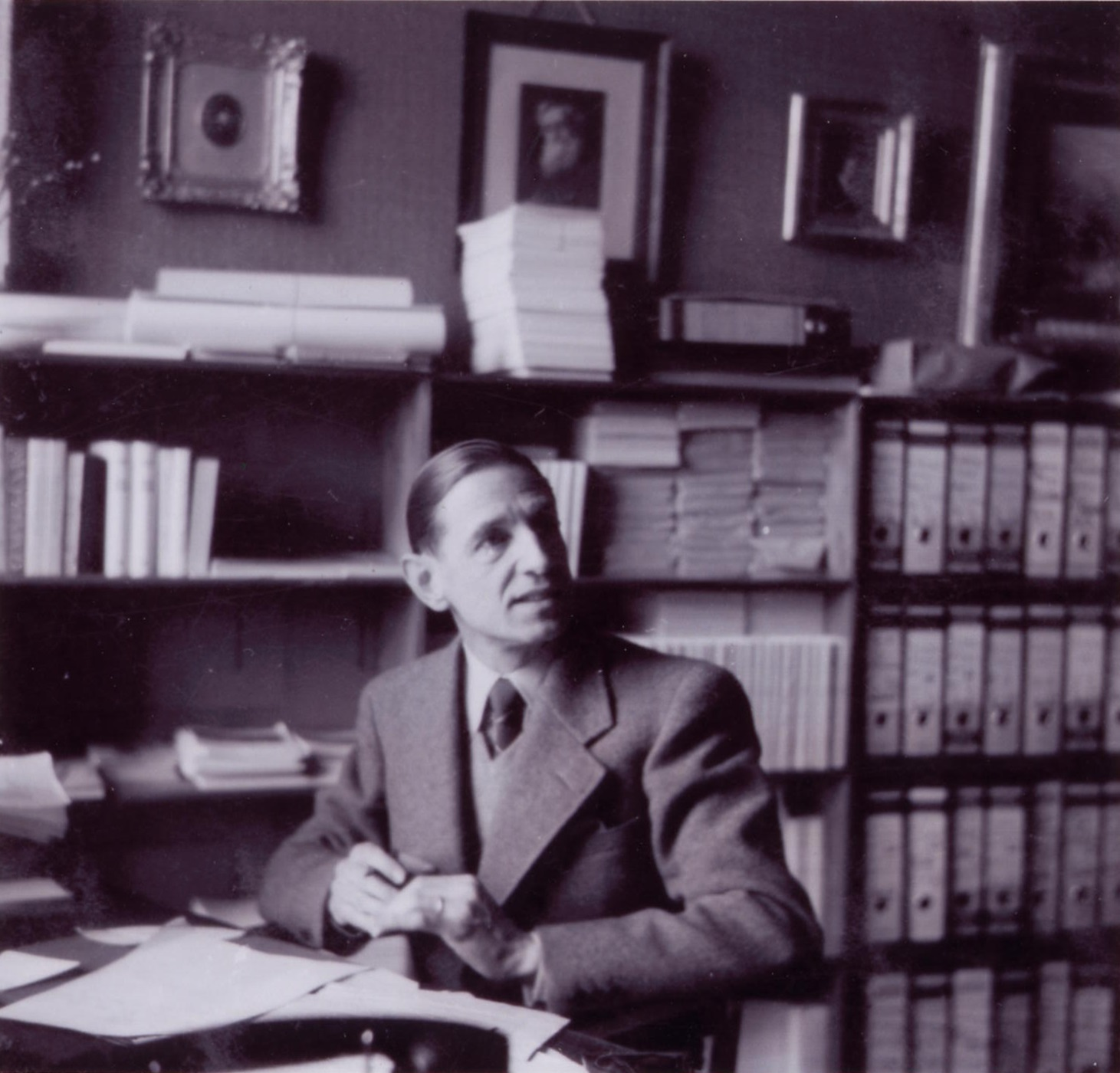
Martin Bodmer in seinem Büro im Comité international de la Croix-Rouge (CICR)

Martin Bodmer (* 13. November 1899 in Zürich; † 21. März 1971 in Genf) war ein Schweizer Privatgelehrter, Sammler und Mäzen.

## Leben
Martin Bodmer wurde als Sohn wohlhabender Eltern in Zürich geboren, wo er bis 1948 im Bodmerschen Landsitz Freudenberg in Zürich-Enge wohnte. Sein älterer Bruder war der spätere Beethoven-Sammler Hans Conrad Bodmer. Er studierte einige Semester Germanistik und Philosophie in Zürich und Heidelberg und gründete 1921 die Stiftung für den Gottfried-Keller-Preis zur Auszeichnung guter literarischer Werke. 1924 erwarb Bodmer das Muraltengut und liess die Wandmalereien von Karl Walser ausführen. 1930 gründete er die Zweimonatsschrift «Corona», die bis 1943 in München erschien.
Mitte der 1930er Jahre konnte er große Teile der Referenzbibliothek von Martin Breslauer, die dieser vor seiner Auswanderung veräußern musste, zusammenhalten. Kurz nach dem Beginn des Zweiten Weltkriegs kam Bodmer über Max Huber (1874–1960), der Präsident des Internationalen Komitees vom Roten Kreuz (IKRK) war und ebenfalls aus Zürich stammte, nach Genf, wo er sich für die humanitäre Organisation engagierte. 1940 wurde Bodmer IKRK-Mitglied und diente von 1947 bis 1964 als IKRK-Vizepräsident.
Während des Zweiten Weltkriegs weilten zahlreiche berühmte Journalisten und Schriftsteller im Bodmerschen Anwesen in Zürich, so Rudolf Borchardt, Selma Lagerlöf, Rudolf Alexander Schröder und Paul Valéry. Martin Bodmer war ab 1964 Ehrenmitglied im Grolier Club.

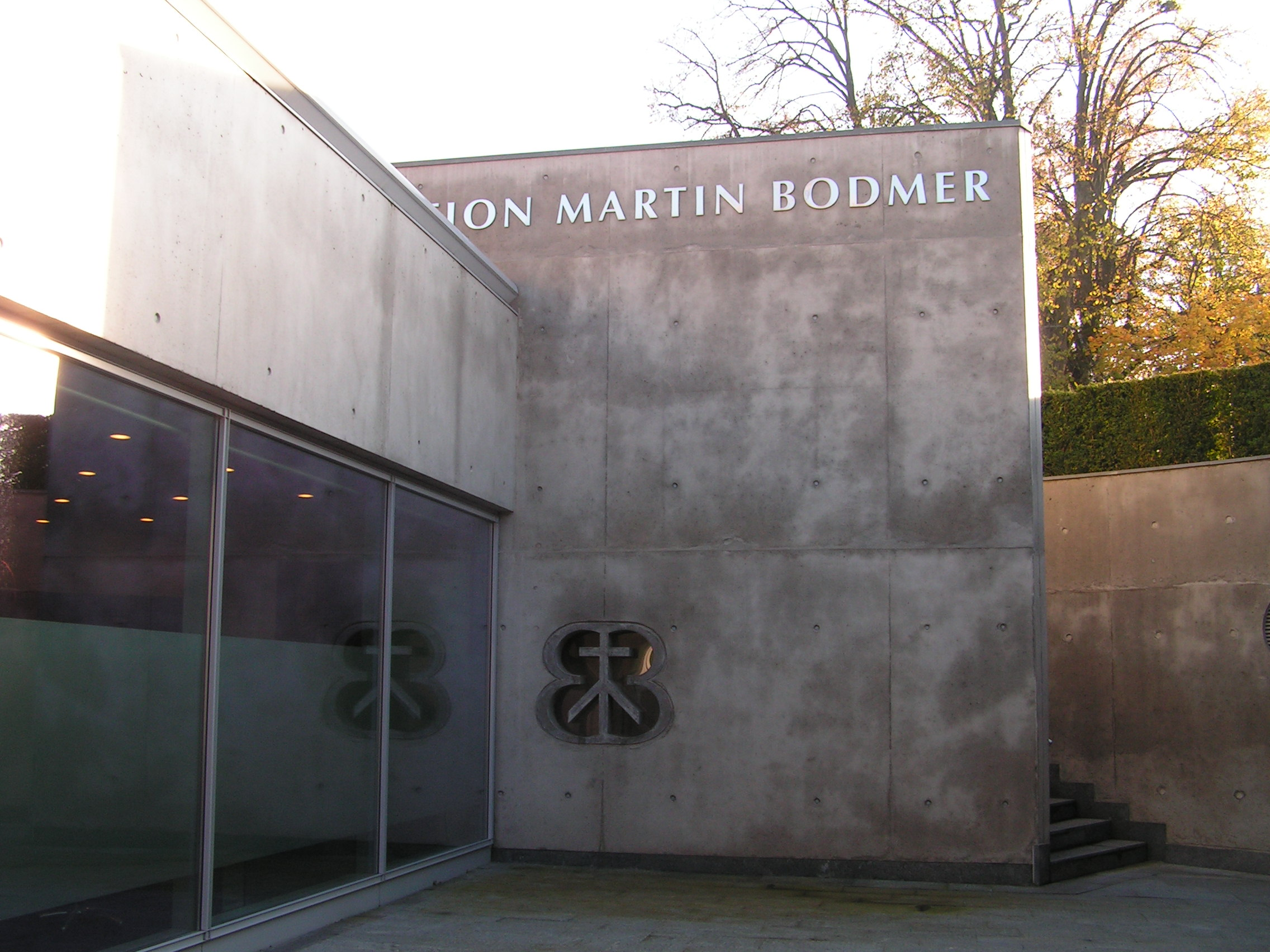
Bibliotheca Bodmeriana in Cologny

Seine schriftstellerische Begabung zeigte sich, als er schon 1922 über Conrad Ferdinand Meyer und dessen frühe Balladen publizierte. Seine geistige Kraft und seine umfassenden literarhistorischen Kenntnisse der Weltliteratur entnimmt man seinem kurzen Vorwort unter dem Titel «Die Bedeutung der Textüberlieferung», das er der zweibändigen, von ihm herausgegebenen «Geschichte der Textüberlieferung» voranstellte (S. 17–24), erarbeitet von 18 Spezialisten ihres Faches. Er war Mitbegründer der Société internationale des bibliophiles. Die bayerische Akademie der Schönen Künste ernannte ihn 1953 zum korrespondierenden Mitglied. Die Universitäten Frankfurt am Main (1949), Genf (1958) und Bern (1967) verliehen ihm die Würde eines Ehrendoktorates.

## Biblioteca Bodmeriana
Sein ganzes Leben widmete er seiner aussergewöhnlichen Büchersammlung. Seit 1919 sammelte er die Bücher, um eine Bibliothek der Weltliteratur aufzubauen. 1947 erschien ein erster Überblick über seine bis dahin gesammelte Bibliothek. (Ähnliches versuchte Emil Roninger neben seinem Rotapfel-Verlag, eine Treuhandstelle der Weltliteratur zu werden). Bereits 1928 war die Villa Freudenberg für seine Sammlung zu klein, und er erwarb ein benachbartes ehemaliges Schulhaus, um seine Sammlung darin unterzubringen. Nach seinem Umzug nach Cologny bei Genf verbrachte er 1951 auch seine Sammlung dorthin, wo er seine «Bibliothek der Weltliteratur» oder Bibliotheca Bodmeriana in eigens konzipierten Gebäuden unterbrachte. Bodmers Ziel war es, mit seiner Bibliothek das «Menschlich-Ganze» zu umfassen und ein Museum von Dokumenten zur Geschichte des menschlichen Geistes aufzubauen.
Bodmer trug 150.000 Werke in achtzig Sprachen aus drei Jahrtausenden zusammen, darunter etwa das älteste nahezu vollständig erhaltene Manuskript des Johannes-Evangeliums (Papyrus Bodmer II aus dem 2. Jahrhundert), die Urschrift der Märchen der Brüder Grimm, das einzige Exemplar der Gutenberg-Bibel in der Schweiz, die Autographen eines Streichquintetts von Mozart, die Prosafassung von Lessings «Nathan der Weise», von Flauberts «Madame Bovary», von Thomas Manns «Lotte in Weimar» oder wertvolle Papyri aus der Antike – etwa die einzige fast vollständig erhaltene Abschrift einer Komödie des athenischen Dichters Menandros, den Dyskolos – und zahllose Erstausgaben bedeutender Werke.
Die Sammlung wird heute von der Stiftung Martin Bodmer betreut und erweitert. Im Jahre 2014 begann die Universität Genf damit, einen Teil der Sammlung zu digitalisieren. Die Digitalisate der mittelalterlichen Handschriften stehen über das Schweizer Handschriftenportal e-codices zur Verfügung.